# Лосев, Дмитрий Владимирович
Дмитрий Владимирович Лосев (род. 16 февраля 1961) — советский хоккеист, вратарь

## Биография
Воспитанник ленинградского СКА. Выступал в ленинградских командах низших лиг ВИФК / «Звезда» Оленегорск (1979/80, 1985/86), «Ижорец» (1983/84 — 1984/85, 1987/88 — 1989/90). В сезоне 1985/86 провёл 10 матчей за СКА в высшей лиге.